# Taracus carmanah
Espèce
Taracus carmanah est une espèce d'opilions dyspnois de la famille des Taracidae.

## Distribution
Cette espèce est endémique de Colombie-Britannique au Canada. Elle se rencontre sur l'île de Vancouver dans le parc provincial de Carmanah Walbran.

## Description
Le mâle holotype mesure 4,20 mm.

## Systématique et taxinomie
Cette espèce a été décrite par Shear en 2016.

## Étymologie
Son nom d'espèce lui a été donné en référence au lieu de sa découverte, la vallée Carmanah.

## Publication originale
- Shear & Warfel, 2016 : « The harvestman genus Taracus Simon 1879, and the new genus Oskoron (Opiliones: Ischyropsalidoidea: Taracidae). » Zootaxa, no 4180, p. 1–71.